# Tắm máu miền Nam

Tắm máu miền Nam hay "Việt cộng tắm máu" (tiếng Anh: Bloodbaths in Vietnam, dịch: Tắm máu ở Việt Nam) là tuyên truyền của Mỹ về sự kiện sẽ xảy ra ở miền Nam Việt Nam sau khi phe cộng sản chiến thắng và chiếm được miền Nam. Lực lượng cộng sản sẽ tiến hành trả thù tàn khốc nhân sự của chính phủ và quân đội Việt Nam Cộng hòa (VNCH). Tuyên truyền này đã gây ra hiệu ứng tâm lý lớn, tuy nhiên sau ngày miền Nam sụp đổ sự kiện có tính chất giả định này đã không xảy ra.

## Tên gọi
Khái niệm ""Bloodbaths" in Vietnam" được tổng thống Nixon nói đến vào năm 1969 khi ông cảnh báo hậu quả của việc rút quân khỏi Việt Nam, rằng miền Nam Việt Nam sẽ bị "tắm máu" và sự sụp đổ niềm tin của các nước khác vào Mỹ. Khái niệm cũng đã được đưa ra trong tài liệu của CIA vào năm 1972 để mô tả các cuộc hành quyết đẫm máu ở miền Bắc Việt Nam từ sau năm 1954 dưới tên gọi chính thức là Cải cách ruộng đất. Về sau, khái niệm này được sử dụng cho các tuyên truyền về điều tương tự sẽ xảy ra ở miền Nam Việt Nam.
Trong tiếng Việt, "Tắm máu miền Nam" là một khái niệm đã được phe chống cộng sử dụng để tuyên truyền chính trị, tuy nhiên không rõ tên chính thức cho hoạt động này là gì ở phía Cộng sản. Một trích dẫn vào năm 1993 đã gọi khái niệm này là một nghị quyết, nghị quyết này được bàn trong một cuộc họp. Trong đó xem xét việc tắm máu như Pol Pot đang làm tại Campuchia, tuy nhiên Đảng Cộng sản Việt Nam không đồng ý nghị quyết "Tắm máu miền Nam" mà thay vào đó họ tiến hành tập trung "học tập cải tạo".